# Donald Thomas (lekkoatleta)
Donald Thomas (ur. 1 lipca 1984 w Freeport) – bahamski lekkoatleta, skoczek wzwyż. Mistrz świata z roku 2007.

## Kariera
Thomas skoczkiem został na początku 2006, przypadkowo i – jak na sportowca – w bardzo późnym wieku. Wcześniej grał w koszykówkę. Kilka miesięcy później znalazł się w składzie reprezentacji Wysp Bahama na igrzyska Wspólnoty Narodów rozgrywane w Melbourne i w konkursie skoku wzwyż, z wynikiem 2,23 m, zajął 4. miejsce. 4 lipca 2007 ustanowił w Salamance rekord życiowy – 2,35 m. Srebrny medalista igrzysk panamerykańskich (2007). 29 sierpnia wyrównał ten wynik na mistrzostwach świata i zdobył złoty medal. W 2010 roku zwyciężył w rozegranych w Nowym Delhi igrzyskach Wspólnoty Narodów. Rok później triumfował w igrzyskach panamerykańskich. W 2012 bez powodzenia startował na igrzyskach olimpijskich w Londynie. Szósty zawodnik mistrzostw świata w Moskwie (2013). W 2015 zdobył brąz igrzysk panamerykańskich oraz był szósty na światowym czempionacie w Pekinie.

## Osiągnięcia
| Rok  | Impreza                               | Miejsce        | Pozycja           | Wynik      |
| ---- | ------------------------------------- | -------------- | ----------------- | ---------- |
| 2006 | Igrzyska Wspólnoty Narodów            | Melbourne      | 4. miejsce        | 2,23 PB    |
| 2006 | Młodzieżowe mistrzostwa NACAC         | Santo Domingo  | 2. miejsce        | 2,21       |
| 2007 | Igrzyska panamerykańskie              | Rio de Janeiro | 2. miejsce        | 2,30       |
| 2007 | Mistrzostwa świata                    | Osaka          | 1. miejsce        | 2,35 PB WL |
| 2007 | Światowy finał lekkoatletyczny IAAF   | Stuttgart      | 1. miejsce        | 2,32       |
| 2008 | Igrzyska olimpijskie                  | Pekin          | el. – 21. miejsce | 2,20       |
| 2009 | Mistrzostwa świata                    | Berlin         | el. – 15. miejsce | 2,27       |
| 2010 | Halowe mistrzostwa świata             | Doha           | el. – 15. miejsce | 2,18       |
| 2010 | Puchar interkontynentalny             | Split          | 2. miejsce        | 2,28       |
| 2010 | Igrzyska Wspólnoty Narodów            | Nowe Delhi     | 1. miejsce        | 2,32 SB    |
| 2011 | Mistrzostwa świata                    | Daegu          | 11. miejsce       | 2,20       |
| 2011 | Igrzyska panamerykańskie              | Guadalajara    | 1. miejsce        | 2,32 =SB   |
| 2012 | Halowe mistrzostwa świata             | Stambuł        | el. – 15. miejsce | 2,22       |
| 2012 | Igrzyska olimpijskie                  | Londyn         | el. – 30. miejsce | 2,16       |
| 2013 | Mistrzostwa świata                    | Moskwa         | 6. miejsce        | 2,32       |
| 2014 | Halowe mistrzostwa świata             | Sopot          | el. –             | NM         |
| 2014 | Igrzyska Wspólnoty Narodów            | Glasgow        | 9. miejsce        | 2,21       |
| 2015 | Igrzyska panamerykańskie              | Toronto        | 3. miejsce        | 2,28       |
| 2015 | Mistrzostwa świata                    | Pekin          | 6. miejsce        | 2,29       |
| 2016 | Halowe mistrzostwa świata             | Portland       | 10. miejsce       | 2,25       |
| 2016 | Igrzyska olimpijskie                  | Rio de Janeiro | 7. miejsce        | 2,29       |
| 2017 | Mistrzostwa świata                    | Londyn         | el. – 22. miejsce | 2,22       |
| 2018 | Halowe mistrzostwa świata             | Birmingham     | 6. miejsce        | 2,20       |
| 2018 | Igrzyska Wspólnoty Narodów            | Gold Coast     | 4. miejsce        | 2,27       |
| 2018 | Igrzyska Ameryki Środkowej i Karaibów | Barranquilla   | 1. miejsce        | 2,28       |
| 2018 | Mistrzostwa NACAC                     | Toronto        | 3. miejsce        | 2,28       |
| 2018 | Puchar interkontynentalny             | Ostrawa        | 1. miejsce        | 2,30       |
| 2019 | Igrzyska panamerykańskie              | Lima           | 11. miejsce       | 2,10       |
| 2019 | Mistrzostwa świata                    | Doha           | el. – 19. miejsce | 2,22       |
| 2021 | Igrzyska olimpijskie                  | Tokio          | el. – 25. miejsce | 2,21       |
| 2022 | Halowe mistrzostwa świata             | Belgrad        | 11. miejsce       | 2,20       |
| 2022 | Mistrzostwa świata                    | Eugene         | el. – 23. miejsce | 2,21       |
| 2022 | Igrzyska Wspólnoty Narodów            | Birmingham     | 4. miejsce        | 2,22       |
| 2022 | Mistrzostwa NACAC                     | Freeport       | 3. miejsce        | 2,25       |
| 2023 | Mistrzostwa świata                    | Budapeszt      | el. – 16. miejsce | 2,25       |
| 2023 | Igrzyska panamerykańskie              | Santiago       | 3. miejsce        | 2,24       |
| 2024 | Halowe mistrzostwa świata             | Glasgow        | 9. miejsce        | 2,15       |
| 2024 | Igrzyska olimpijskie                  | Paryż          | el. –             | NM         |

## Rekordy życiowe
| Konkurencja          | Rezultat | Data                                      | Miejsce                                |
| -------------------- | -------- | ----------------------------------------- | -------------------------------------- |
| Skok wzwyż (stadion) | 2,37     | 18 lipca 2016                             | Székesfehérvár                         |
| Skok wzwyż (hala)    | 2,33     | 10 marca 2007 8 lutego 2014 4 lutego 2016 | Fayetteville Arnstadt Bańska Bystrzyca |